# The Goon Mat & Lord Benardo
The Goon Mat & Lord Benardo, voorheen Stinky Lou & The Goon Mat with Lord Benardo is een Belgische bluesrockband afkomstig uit Luik. 
De band bestaat uit Mathias Dalle en Fabian Bennardo. Het tweetal omschrijft hun muziekstijl als roots boogie blues.

## Geschiedenis
Voorheen bestond de band uit drie leden, onder de naam Stinky Lou & The Goon Mat with Lord Benardo. Het derde bandlid Laurent Goossens, oftewel Stinky Lou verliet de band in 2009 om kort daarna een bar te openen in Luik. De overgebleven bandleden gingen verder als een duo.

## Bezetting
Huidige leden
- Mathias "The Goon Mat" Dalle - drums, gitaar en zang (2004 - heden)
- Pete "Lord Benardo" Dio - bluesharp en percussie (2004 - heden)

Voormalige leden
- Laurent Goossens (Stinky Lou) - wasbord en achtergrondzang (2004 - 2009)

## Discografie

### Studioalbums
| Titel                        | Jaar | Charts           | Charts          | Opmerkingen                                     |
| Titel                        | Jaar | NL Album Top 100 | VL Ultratop 200 | Opmerkingen                                     |
| ---------------------------- | ---- | ---------------- | --------------- | ----------------------------------------------- |
| Fat Sausage for Dinner       | 2004 | -                | -               | als Stinky Lou & The Goon Mat with Lord Benardo |
| 12 Roots n Boogie Blues Hits | 2007 | -                | -               | als Stinky Lou & The Goon Mat with Lord Benardo |
| Take Off Your Clothes        | 2018 | -                | -               | -                                               |

### Singles
| Titel               | Jaar | Charts    | Charts            | Charts         | Opmerkingen |
| Titel               | Jaar | NL Top 40 | NL Single Top 100 | VL Ultratop 50 | Opmerkingen |
| ------------------- | ---- | --------- | ----------------- | -------------- | ----------- |
| What It's All About | 2014 | -         | -                 | -              | -           |